# Федорівка (Пологівський район)
Фе́дорівка — село в Україні, адміністративний центр Федорівської сільської громади Пологівського району Запорізької області. Населення становить 2214 осіб.

## Географія
Село Федорівка розташоване за 130 км від обласного центру та 30 км на північний схід від районного центру, переважно на правому березі річки Гайчул, вище за течією за 0,5 км, на протилежному березі розташоване село Хліборобне, нижче за течією за 3 км розташоване село Шевченка. Найближча залізнична станція Магедове (за 13 км).

## Історія
Село засноване 1779 року під первинною назвою Бурлацьке.
У 1822 році перейменовано в село Федорівка.
У XIX столітті на правому березі річки Гайчул було державне село Федорівка (Бурлацьке) та на лівому березі панське село Круте (Резидентове).
За даними 1859 року у Федорівці налічувалось 285 подвір'їв, 2327 мешканців, православна церква, ярмарок, базар. У Крутому було 25 подвір'їв й 235 мешканців. Круте мало значну частину російського населення.
У 1925 році перейменовано в село Власівка.
Під час організованого радянською владою Голодомору 1932—1933 років померло щонайменше 152 жителів села.
У 1938 році знову перейменовано в село Федорівка.
7 жовтня 1941 року, під час німецько-радянської війни село було тимчасово окуповане німецько-фашистськими військами. 15 вересня 1943 року село деокуповано радянськими військами.
У 1960 році перейменовано в село Чубарівку, на честь Власа Чубаря — радянського державного і партійного діяча, виконавця Голодомору в Україні (1932—1933)), який народився у цьому селі.
У 2016 році, в ході декомунізації, селу відновлено історичну назву — Федорівка.
12 червня 2020 року, відповідно до Розпорядження Кабінету Міністрів України від № 713-р «Про визначення адміністративних центрів та затвердження територій територіальних громад Запорізької області», увійшло до складу Федорівської сільської громади.
17 липня 2020 року, в результаті адміністративно-територіальної реформи та ліквідації колишнього Пологівського району (1923—2020), село увійшло до складу новоутвореного Пологівського району.

## Населення
За переписом УРСР 1989 року чисельність наявного населення села становила 2211 осіб, з яких 993 чоловіки та 1218 жінок.
За переписом населення України 2001 року в селі мешкали 2202 особи.
Станом на 1 червня 2018 року населення села Федорівки складало 1594 осіб, а Федорівської сільської ради — 2229 осіб.

## Мова
Розподіл населення за рідною мовою за даними перепису 2001 року:
| Мова       | Відсоток |
| ---------- | -------- |
| українська | 92,50 %  |
| російська  | 6,96 %   |
| вірменська | 0,23 %   |
| молдовська | 0,18 %   |

## Економіка
- Сільськогосподарський ПК «Зоря».
- «Батьківщина», ТОВ.

## Об'єкти соціальної сфери
- Школа I—II ступенів.
- Сільськогосподарське ПТУ.
- Дитячий дошкільний навчальний заклад.
- Будинок культури.
- Лікарня.
- Амбулаторія.

- - Корфівська школа у Федорівці — перша в регіоні школа ім. барона М. О. Корфа, коли за право носити це ім'я змагалися Маріупольський та Олександрівський повіти. Так трапилося, що після смерті М. О. Корфа у 1883 році, на честь вшанування пам'яті великого педагога і невтомного організатора народних шкіл, Катеринославське губернське земство оголосило про збір коштів на спорудження пам'ятника видатному громадському діячеві. Тоді «губернська Управа» виділила 4 тисячі карбованців на «устройство школы в память барона Корфа», яку спочатку планували відкрити в родовому селі Корфів Нескучному. Для цього земство збиралося викупити за 6 тисяч карбованців у спадкоємців Корфа маєток покійного. Однак і ці надії залишалися марними. До того ж і Маріупольське земство почало подібне клопотання. Справа розтягнулася на декілька років і лише 5 жовтня 1898 року на засіданні чергової сесії земських Зборів, розглянувши та обговоривши відповіді, зупинилася на тому, що варто будувати школу в Федорівці: за місцем розташування, розміром пожертвувань.

Будівництво школи обійшлося у 50 тис. карбованців за рахунок повітового земства та приватних пожертвувань на суспільну справу.
У 1902 році завідувачем щойно відкритої земської двокласної школи імені Корфа було призначено М. М. Лямцева, вчителем цієї школи почав працювати О. І. Сенін;вчителькою О. Шматало та фельдшерами Мозжухін і Неділько.
Це була типова початкова Корфівська школа, коли один вчитель викладає декілька предметів для дітлахів різного віку.
Шкільне життя не обмежувалося вивченням програмних предметів, воно доповнювалося літературними ранками, народними читаннями та навіть екскурсіями у Катеринослав, Бердянськ тощо.
При школі діяв учнівський хор, навіть проводилися платні концерти. Завдяки пожертвуванням Беккера та Куща всіх учнів школи годували гарячими сніданками.
Після викриття у Федорівці діяльності сільського соціал-демократичного осередка, керівника М. Лямцева разом із дружиною і О. Сеніним вислали з села. Після цього педагогічний колектив зазнав кардинальних змін. Завідувачем школи став Ситченко Єфрем Васильович, що викладав арифметику та геометрію. Разом із ним у школі працювала і його дружина Юлія Ситченко, викладач історії і географії. Вчителем природознавства і креслення був В. І. Чульський: За час існування школи тут було закладено парк, вирито ставок, насаджено виноградник, діяв маточний сад і плодовий розсадник. З осені 1908 року садівництво стало в школі окремим предметом для старших класів, яке успішно викладав Вадим Чульський.
Тенденції під час радянізації шкільної освіти: надбання та політизація:
У селі Федорівка (тоді — Власівка) відкрита у 1934 році школа в пристосованому, але невеличкому приміщені та функціонувала так аж до другої навчальної чверті 1938 року, директором якої був П. В. Костенко. Тоді в селі відкриваються двері нової двоповерхової школи, очолив її заслужений учитель УРСР Рижов Марк Миколайович. Кількість сягала 700 учнів. Про цю подію у своєму листі-привітанні згадував випускник школи І. І. Духопел: «Я належу до тієї когорти учнів, які першими переступили поріг нової школи. Для нас, що до цього тулилися в церковній сторожці та інших мало пристосованих для навчання приміщеннях, нова школа здавалася палацом. Разом з її відкриттям закінчився період дефіциту вчителів, що часто виникав через репресії або брак підготовлених кадрів».
Федорівська школа була повного циклу навчання. До цього моменту в селі у приміщені старої школи, в залежності від обставин, функціонували: початкова школа, курси «Геть неписемність», недільні школи всеобучу.
З перших кроків радянізації вчителі та учні почали об'єднуватися у власні профспілки: вчителі-інтернаціоналісти, союз комуністів-трудівників, союз просвіти та соціалістичної культури.
З 1923 року до школи приймали дітлахів з 8 років з найближчих сіл у радіусі 3 км.
З 1936 року відповідно з постановою ЦК КПРС «О педологических извращениях в системе наркомпросов» була ліквідована ланка педологів у школах, що свідчило про початок тотального тиску на середню освіту.
Значну увагу в школі приділяли не лише навчанню обов'язкових предметів, а й спорту та військовій підготовці. Однак у школі відчувалося й негативне ставлення до дітлахів, батьки яких вважалися «неблагонадійними». Гасло «діти за батьків не відповідають» залишалося лише гаслом.
Сумним був для учнів та вчителів (та й не тільки для них) випускний 1941 року. Сотні вихованців школи пішли на фронт, понад 700 федорівських юнаків і дівчат було заслано на роботи до Німеччини. Ось як згадує цей страшний час випускник 1941 року Федорівської школи М. Н. Сушко: «Ми, випускники, пішли зі школи прямо в окопи жахливої війни. А повернулися в рідний дім через чотири роки і тільки четверо з 18-ти хлопців». Учасниками бойових дій були і вчителі: Лихопуд Ф. С., Шевченко П. А., Сергієнко Ф. П., Бережко І. П., Книш Г. М., Тесленко В. Д.
Під час окупації у двоповерховій школі «господарювали» німці, а при відступі у вересні 1943 року, школу було спалено ворогами. Ще 19 років вона не підлягала ремонту, а підростаюче молоде покоління села, прагнучи до знань, навчалося у пристосованих для цього приміщеннях. Не було книжок, зошитів, меблів. Директором був Сергієнко Федір Пантелеймонович.
Ось як згадує своє навчання випускниця 1947 року — першого післявоєнного випуску — Сухенко М. П.: «Рік 1947 був тяжкий, голодний. Ми самі з учителями мазали, білили класи. Кожен із дому приніс стілець, щоб було на чому сидіти, приносили і столики, хто їх мав».
У ці тяжкі повоєнні роки школу очолювали Власков М. Г. (1945—1946), М. В. Лисенко і Г. М. Литвин (1947—1951). Вони доклали величезних зусиль, щоб відбудувати школу та відновити в ній навчання. З 1944 року діти почали навчатися з 7 років. Обов'язковим був період навчання 7 років до 1949 року. Надалі загальним для СРСР став курс 8 класів навчання.
З 1944/1945 навчального року в школі почали впроваджувати випускні іспити на атестат зрілості та нагороджувати випускників золотими та срібними медалями.
У ці тяжкі повоєнні роки школу очолювали Власков Михайло Григорович (1945—1946), завуч — М. Борщевський, Микола Васильович Лисенко і Григорій Микитович Литвин (1947—1951). Вони доклали чимало зусиль, на відбудову школи, відновлення в ній навчання, сформування стабільного високопрофесійного колективу. Їхню справу продовжили й інші директори: Пуцько Олександр Іванович і Шингур Василь Іванович (1951—1957), Отрішко Петро Артемович і Шалашкевич П. Є.(1958—1977), Кущ Анатолій Іванович (1977—1984), Падалко Валентина Вікторівна (1985—1988).
Загальна система народної освіти наповнювалася фахівцями вищого ґатунку.
Особливу роль в історії школи і всього села відіграв Книш Григорій Маркіянович. У школі він працював вчителем російської мови і літератури, а для села був хранителем чубарівської історії, завідувачем двох музеїв. Кожен учень школи, який хоч раз побував у сільському музеї та почув розповідь Григорія Маркіяновича, вже ніколи не забуде історії рідного краю, де народився й виріс.
За часів радянізації Федорівська школа була осередком суспільного життя села, як й інші сільські школи. Вона відчувала вплив тотального контролю з боку вищих керівних установ та суворо дотримувалася політики партії. Однак, незважаючи на це, шкільне життя мало й свої власні переваги.

## Особистості
- Тернавський Іван Антонович (1911—1995) — Герой Радянського Союзу[9]
- Михайличенко Віктор Іванович (нар. 1948) — заслужений журналіст України, почесний громадянин міста Бердянська.
- Винник Василь Олексійович ( 1921 - 2020) український мовознавець, кандидат філологічних наук